# گروبنیتسه
گروبنیتسه (به صربی: Grobnice) یک منطقهٔ مسکونی در صربستان است که در پریژپولجه واقع شده‌است. گروبنیتسه ۲۵۴ نفر جمعیت دارد.